# Alqueva
Alqueva is een plaats (freguesia) in de Portugese gemeente Portel en telt 449 inwoners (2001).